# Méthoxychlore
 (mars 2018).
Si vous disposez d'ouvrages ou d'articles de référence ou si vous connaissez des sites web de qualité traitant du thème abordé ici, merci de compléter l'article en donnant les références utiles à sa vérifiabilité et en les liant à la section « Notes et références ».

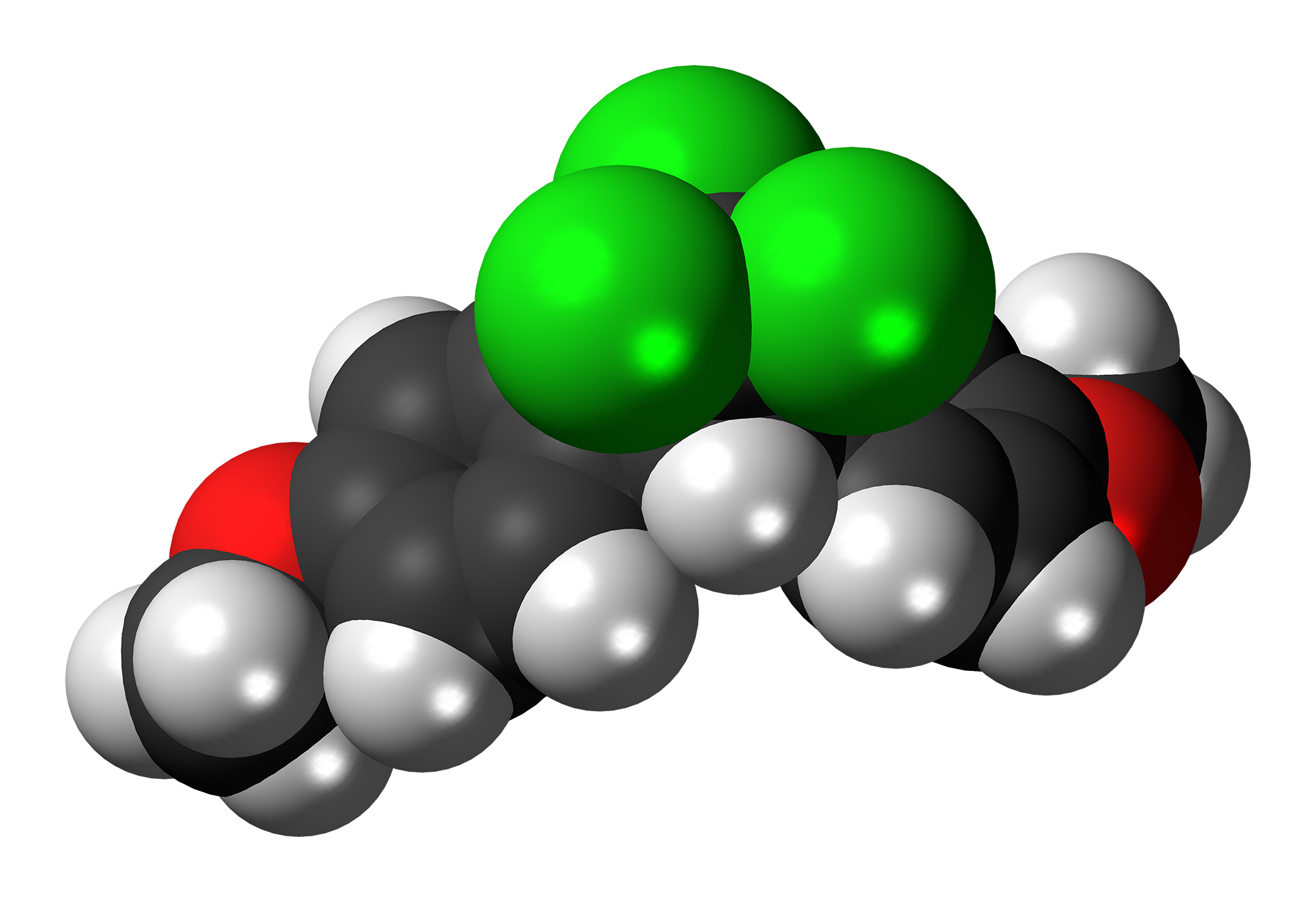
Représentation d'une molécule de méthoxychlore.

Le méthoxychlore est utilisé pour protéger les cultures, les plantes ornementales, le bétail et les animaux domestiques contre les puces, les moustiques, les blattes et autres insectes. Il était destiné à remplacer le DDT, mais a depuis été interdit en raison de sa toxicité aiguë, de sa bioaccumulation et de son activité de perturbation endocrinienne .
La quantité de méthoxychlore dans l'environnement change de façon saisonnière en raison de son utilisation dans l'agriculture et l'exploitation forestière. Il ne se dissout pas facilement dans l'eau, il est donc mélangé avec un fluide à base de pétrole et pulvérisé, ou utilisé comme une poussière. Le méthoxychlore pulvérisé se dépose sur le sol ou dans les écosystèmes aquatiques, où il peut être trouvé dans les sédiments. Sa dégradation peut prendre plusieurs mois. Le méthoxychlore est ingéré et absorbé par les organismes vivants et s'accumule dans la chaîne alimentaire. Certains métabolites peuvent avoir des effets secondaires indésirables.
L'utilisation du méthoxychlore comme pesticide a été interdite aux États-Unis en 2003 et dans l'Union européenne en 2002.

## Exposition humaine
L'exposition humaine au méthoxychlore se produit par l'intermédiaire de l'air, du sol et de l'eau, principalement chez les personnes qui travaillent avec la substance ou qui sont exposées à l'air, au sol ou à l'eau contaminée. On ne sait pas avec quelle rapidité et efficacité la substance est absorbée par les humains qui ont été exposés à l'air contaminé ou par contact cutané. Dans les modèles animaux, des doses élevées peuvent entraîner une neurotoxicité. Certains métabolites du méthoxychlore ont des effets œstrogéniques chez les adultes et les animaux en développement avant et après la naissance . Un métabolite étudié est le 2,2-bis (p-hydroxyphényl) -1,1,1-trichloroéthane (HPTE) qui montre la toxicité de la reproduction dans un modèle animal en réduisant la biosynthèse de la testostérone,. De tels effets nuisent aux systèmes reproducteurs mâles et femelles. Il est prévu que cela "pourrait se produire chez les humains" mais n'a pas été prouvé. Alors qu'une étude a lié le méthoxychlore au développement de la leucémie chez l'homme, la plupart des études sur les animaux et les humains ont été négatives, l'EPA a donc déterminé qu'il ne pouvait pas être classé comme cancérogène. L'EPA indique que des niveaux supérieurs au niveau maximal de 40 ppb «causent» une dépression nerveuse centrale, de la diarrhée, des dommages au foie, aux reins et au cœur et, par exposition chronique, un retard de croissance . La méthoxychlore promeut via ses effets épimutagènes des maladies de rein et ovaire, entre autres.
Peu d'informations sont disponibles concernant les effets sur la grossesse et les enfants, mais des études sur des animaux ont montré que le méthoxychlore traverse le placenta et qu'il a été détecté dans le lait maternel  L'exposition chez les enfants peut différer de celle des adultes. sur le terrain, en outre, leur système reproducteur peut être plus sensible aux effets du méthoxychlore en tant que perturbateur endocrinien.
La contamination des aliments peut se produire à des niveaux faibles et il est recommandé de laver tous les aliments. Un certain nombre de sites de déchets dangereux sont connus pour contenir du méthoxychlore.
Les limites maximales de résidus de pesticides pour l'UE et le Royaume-Uni sont fixées à 0,01 mg/kg pour les oranges et à 0,01 mg/kg pour les pommes.

## Étiquetage
Selon l'EPA, le méthoxychlore est un produit chimique persistant, bioaccumulable et toxique (PBT) selon le programme de l'EPA (Toxics Release Inventory) (TRI) et, en tant que tel, il constitue un produit chimique prioritaire.
Les noms commerciaux pour le méthoxychlore comprennent Chemform, Maralate, Methoxo, Methoxcide, Metox et Moxie.